# Extra
Extra er et sukkerfrit tyggegummi i flere forskellige smagsvarianter produceret af Wrigley. I 2003 blev der solgt op til 70 millioner pakker Extra på det norske marked. Det er omkring 75 procent af totalmarkedet og resulterede i den bedste omsætning Wrigley Scandinavia har haft i Norge siden den amerikanske kæmpe stiftede sit eget norske selskab i 1979.
I tillæg til dette har Wrigley mærker som Orbit, Airwaves, Juicy Fruit og Hubba Bubba og dominerer dermed de norske tyggegummihylder med et salg på ca. 90 procent af totalmarkedet.
Wrigley Scandinavia omsatte ifølge DN for 182,4 millioner kroner i 2004, og satte igen rekord med et resultat før skat på 69,7 millioner kroner. Koncernen omsatte rundt regnet for 21 milliarder kroner samme år, som førte til en stigning på 12 procent fra året før.